# Нетро
Нѐтро (на италиански и на пиемонтски: Netro) е село и община в Северна Италия, провинция Биела, регион Пиемонт. Разположено е на 606 m надморска височина. Населението на общината е 1019 души (към 2012 г.).